# 長谷邦夫
長谷 邦夫（ながたに くにお、1937年4月7日 - 2018年11月25日）は、日本の漫画家、漫画評論家、小説家、エッセイスト、詩人、作詞家、元大垣女子短期大学・椙山女学園大学・中京大学・宇都宮アート&スポーツ専門学校等の講師。元日本マンガ学会理事。赤塚不二夫の長年のブレーン役。パロディ漫画におけるパイオニアとして知られる。日本の教育における漫画学科の草創期から関わっている人物でもある。

## 概要
石森章太郎主宰の東日本漫画研究会の同人として、赤塚不二夫とデビュー前から交流していた。彼らがトキワ荘に入居すると通い組として参加。もともと現代詩を書く文学青年でもあり、江戸川邦生名義で小説も発表した。また、SF同人誌『宇宙塵』の初期からの会員でもあった。他に1974年、井上陽水『氷の世界』収録曲「桜三月散歩道」（元来は『まんがNo.1』の付録のソノシートのために作成された曲）の作詞で日本作詩大賞LP賞を受賞した。1970年代は山下洋輔トリオとの交友も深く、タモリが上京して初めて芸を披露した場面にも立ち会っている。
のちに所属したフジオプロでは、アイデアマン・作画などを担当し、『おそ松くん』『ひみつのアッコちゃん』『天才バカボン』『もーれつア太郎』『ギャグゲリラ』など主要作品の全てに関わる。また、赤塚のアメリカ取材（『MAD』編集部への往訪）や赤塚が企画した写真漫画（『週刊少年サンデー』掲載。アクターとして出演）にも携わった。
文章を書かない赤塚に代わりゴーストライターとして赤塚名義で発表した原稿も多い。週刊少年ジャンプ誌の赤塚賞、週刊少年サンデー誌の新人コミック大賞の選考も、赤塚が体調を崩していた頃（1986年）、その代理として担当していた。『ライブ・イン・ハトヤ』や『ウナギイヌ合唱隊』など、赤塚が漫画以外の活動をした時も常に共に行動するなど一心同体の存在だった。
フジオ・プロのマネージャーなども務めた横山孝雄と共に、デビュー前からの赤塚の同人仲間でもあり、二人はフジオプロ内では赤塚と対等以上に付き合える数少ない存在でもあった。
90年代の独立以降は、漫画家として創作活動をするよりも、主に講師として後進の指導や、漫画評論家としての講演を行っていた。このため、同時代の漫画事情に同年代の漫画家よりも詳しかった。また2006年4月からは、アートアンドスポーツ専門学校が新設した小説・シナリオ科の大衆文藝演習の講師も務めていた。

## 経歴・生涯
東京府東京市葛飾区（現：東京都葛飾区金町）に生まれ育つ。少年時代は『漫画少年』に投稿。手塚治虫選考の『漫画教室』に投稿した4コマ漫画が2点同時に掲載されたのが初入選だった。
やがて投稿仲間の石森章太郎が主宰する東日本漫画研究会の同人となり、肉筆回覧同人誌『墨汁一滴』の執筆陣に加わる。石森や赤塚不二夫らが住む豊島区椎名町のトキワ荘に出入りしていたため、新漫画党員ではないが広義の「トキワ荘メンバー」に含める場合がある。同じ東日本漫画研究会員で、トキワ荘に入居または出入りしていたメンバーには、横田とくお、横山孝雄、高井研一郎、山内ジョージなどがいた。
1955年の高校三年の夏休みに、東京の小松川で就職をしていた赤塚不二夫と共に、上京してきた石森章太郎を出迎えて、三人で初めて手塚治虫のいた並木ハウスを訪ねた。翌日、石森と二人で初めてトキワ荘を訪れ、寺田ヒロオや藤本弘（藤子・F・不二雄）、安孫子素雄（藤子不二雄A）の三人とも対面する。
同年、『漫画少年』の廃刊の知らせを受けて、赤塚と二人で学童社の編集部を訪ねる。そこで次号が出ていれば、寺田ヒロオ選考の『漫画つうしんぼ』への投稿が入選していた事実を知り怒りに打ち震えた。石森の『二級天使』の原稿を回収。自身の入選作は『墨汁一滴』に掲載した。
東京都立芝商業高等学校を卒業後、塩野義製薬に就職したが、結核の兆候が発見されたため、入社3ヶ月で退職。餞別に抗結核薬のパラアミノサリチル酸カルシウム顆粒の大瓶を貰う。
退職したあとは漫画一本の生活に入る。デビューは若木書房の『爆発五分前』。3冊目からは曙出版を中心に貸本マンガを1964年まで約7年間執筆した。この時期、徳南晴一郎の仕事を手伝ったこともある。
1957年、SF小説同人誌宇宙塵が創刊されると連絡をとり、星新一や光瀬龍らの同人と交流を持った。また主宰の柴野拓美の勧めで同誌において初めて短編小説『石段』を発表する。手塚治虫も参加した日本SF大会の第一回からの参加者でもあり、石森章太郎にも参加するように呼びかけた。
1965年、トキワ荘グループが創立したアニメ企画会社スタジオゼロに藤子・石森に請われて入社する。同社雑誌部のチーフアシスタントになり、『オバケのQ太郎』や『レインボー戦隊ロビン』を手掛ける。また、赤塚の『まかせて長太』のアイデア・アシスタントをよこたとくおと務めた。
同年スタジオゼロの新宿十二社の市川ビル移転に伴い、雑誌部は、藤子スタジオ、つのだプロ、赤塚のフジオ・プロダクションに分割される。長谷はフジオプロ所属となった。この時から古谷三敏と二人で、赤塚作品のアイデア・スタッフを務めるようになる。またマネージャー業務、ペン入れ作業なども手伝い始める。この時期、赤塚不二夫にキャラクターを描いてもらった『しびれのスカタン』を、少年画報で連載開始する。
1966年、『おそ松くん』ブームの最中、華書房の依頼により赤塚不二夫名義で『シェー!!の自叙伝―ぼくとおそ松くん』を書き下ろす。これが文章本の初めての書き下ろし仕事となるが、文章が90ページにしかならず、後半は赤塚漫画の収録になった。
1969年、『COM』にパロディ漫画『バカ式』(『ねじ式』と『天才バカボン』の混合)、『ゲゲゲの星』(『ゲゲゲの鬼太郎』と『巨人の星』の混合)などを次々と発表。一連の混合パロディ漫画シリーズは、当時流行っていた漫画評論におけるギャグ漫画軽視や、過剰解釈に対する強烈なメッセージであった。しかし掲載誌の変更に伴い、そういったメッセージ性は減少していった。
またこの年に朝日ソノラマのサンコミックスから筒井康隆原作をもとに長谷邦夫がコミカライズした『東海道戦争』が出版される。
1970年、赤塚不二夫名義で『ニャロメのうた』『ケムンパスでやんす』で初の作詞に挑戦する。この曲はニャロメブームの影響も相俟って、オリコンチャート62位。公称10万枚を売り上げた。つづけて『ココロのシャンソン』など赤塚キャラクターソングの作詞を手掛ける。音楽方面の仕事がきっかけで、藤圭子や井上陽水の売り込みの相談を受けたり、山下洋輔と面識を得る。
曙出版より『フジオプロ作品集 長谷邦夫＊盗作全集 バカ式』が発売。
1971年、実業之日本社より『盗作漫画全集 少年マネジン』の単行本が出る。当時パロディ漫画を、自虐的に盗作漫画と称していた。
1972年に赤塚不二夫責任編集と題した雑誌『まんがNo.1』が創刊されると編集長を任された。しかし赤塚は多忙を理由に編集作業には一切関わらず、事実上は長谷の個人誌のような有様になり、配本の不手際など実務の不慣れも重なって赤字を垂れ流すだけになり、一度も利益を出さないまま廃刊になった。
1973年、中村誠一から、博多のタモリの存在を聞かされて興味を持つ。彼を呼び寄せるために新宿のバー「ジャックの豆の木」で交通費のカンパを募った。やがてカンパで上京してきたタモリの芸に圧倒され、赤塚不二夫に紹介しようとするが、最初はそんな芸達者な素人がいるとは信じようとしなかった。しかしタモリを見た赤塚はたちまち虜になり、この年に離婚をして一人暮らし用に借りていた目白のマンションを、無償でタモリに提供することになる。
1974年に二度目の単行本書き下ろし『人生破壊学』を発行(赤塚不二夫名義、執筆は奥成達と共同)。
その年、フジオプロの経理担当による数億ともいわれる横領事件が、マネージャー業務を担当していた横山孝雄らの調査により発覚。これによってフジオプロ在籍の各作家の印税プール金の支払いに支障をきたすことになった。その後赤塚は、負債額を全額返済するものの、古谷三敏と芳谷圭児は、アシスタントを引き連れフジオプロを離脱しファミリー企画を設立。長谷は北見けんいちや、あだち勉、斎藤あきらなどと共にフジオプロに残留した。
1977年3月8日、「赤塚不二夫のステージ・ギャグゲリラ」が開催されると、それに出演した。
1978年、長谷が赤塚不二夫名義で書いた自叙伝『笑わずに生きるなんて―ぼくの自叙伝』が海竜社より出版される。
1981年、NHK特集『現代マンガ家立志伝』で、『ギャグゲリラ』のアイデア会議の様子を撮影される。また、取り壊される前のトキワ荘を手塚治虫や赤塚ら元住人で訪問する際も、通い組としてつのだじろう、横山孝雄と共に参加。
1984年、本格長編推理〈私〉小説と銘打った『マンガ狂殺人事件』を赤塚不二夫名義で作品社より出版。
1988年、赤塚自身が赤塚作品それぞれを分析するという体裁の『ラディカル・ギャグ・セッション―挑発する笑いの構造』を、赤塚不二夫名義で書き下ろし。河田書房新社より出版される。(同書は2018年に『ギャグ・マンガのヒミツなのだ！』と改題、フジオプロ監修で追補・再構成され文庫化された)。長谷邦夫としてのエッセイ単行本『1の思想』をMG出版より発表。
1989年、『まんが「消費税戦略」入門―この対策であなたの会社は得します』を赤塚不二夫名義でダイヤモンド社より描き下ろす。二ヶ月で描き上げるためホテル・カンヅメ生活が続き、2月9日に亡くなった手塚治虫の通夜には行けなかった。3月2日の本葬には、赤塚不二夫、北見けんいちの三人で出席した。
講談社より『赤塚不二夫の名画座・面白館』を赤塚不二夫名義で描き下ろす。
1990年、原作を担当した描き下ろし単行本『カーマスートラ』(作画・永井豪)、『コミック・スウェデンボルグの大霊界 ヴィジョン1』(作画・かきざき和美)が徳間書店より発売される。
1992年に長谷や赤塚の先輩格だった寺田ヒロオが過度な飲酒の末に亡くなる。同じ頃に赤塚のアルコール依存症も進行して漫画活動に支障を来たすようになり長谷はフジオ・プロを退職した。退職に至る直接のきっかけは、91年から週刊女性に連載していたリメイク版『へんな子ちゃん』のアイデア会議に呼ばれなくなったことによる。机も私物もそのままで電話で退職を伝えたと本人は語る。しかし実際は赤塚夫人で社長の真知子と桑田裕との確執によりフジオプロ内での立場が悪化、赤塚も長谷を擁護せず、追放される形での退職だった。
飛鳥新社の『日刊アスカ』の編集部・マンガ班顧問を務めたが、休刊になったのちは単独で仕事をしていた。
1997年、冒険社より『ギャグにとり憑かれた男―赤塚不二夫とのマンガ格闘記』を発表。赤塚不二夫との思い出をイラストや漫画を交えて表現した。
1999年、『詩の雑誌 midnight press』にて、ポエトリィ・コミックと題する2ページ漫画の連載を開始。2004年まで、全20回掲載された。
2002年、長谷の過去のパロディ漫画を網羅した『パロディ漫画大全』が発売される。
2004年5月に、ノンフィクション小説『漫画に愛を叫んだ男たち トキワ荘物語』を発表。赤塚不二夫に出会ってから、トキワ荘時代とスタジオゼロを経て、全盛期のフジオプロ時代、そして決別に至るまでの出来事を詳細に綴っており、自身による赤塚不二夫論の集大成になり、赤塚ファンや関係者の間で話題になる。
この本の出版をきっかけに、元赤塚番記者の武居俊樹と数十年ぶりに面会し、自身も赤塚との思い出を文章にまとめると伝えられる。これは翌2005年に『赤塚不二夫のことを書いたのだ!!』と題した単行本として発表された。この年は長谷も、赤塚不二夫の生涯を、今度は漫画作品『赤塚不二夫 天才ニャロメ伝』として描き下ろした。
2008年、『マンガ編集者狂笑録』を発表。
2011年12月には『あるマンガ家の自伝　桜三月散歩道』を発表。半世紀近い漫画家人生を文章で振り返った。
2012年にはトキワ荘時代の棚下照生と寺田ヒロオの関係テーマにした、SF・パロディ漫画『伝説　トキワ荘の真実』を発表した。これが最後の単行本作品となる。
続いて自身が漫画家を志すきっかけとなった手塚治虫の「手塚論」の執筆にとりかかっているとブログで報告していたが、2013年4月30日、脳出血で倒れ、以後本人に変わって長男がブログを代筆するようになる（この時点で事実上、活動は終了となった）。11月には特別養護老人ホームに入所していたことが報告された。
それから5年ほど動静が途絶えていたが、2018年11月25日、うっ血性心不全のために死去していたことが12月2日に公式サイト及び公式ブログにて報告された。81歳没。報告によると、栃木県高根沢町の特別養護老人ホームに入所していたが、2017年夏頃に痰の吸引が必要となって同町内の病院に移り、誤嚥性肺炎を繰り返し身体の衰弱が進行して亡くなる半年ぐらい前から心不全状態であったという。
2017年には、西武池袋線椎名町駅自由通路の「椎名町駅ギャラリー」にて、トキワ荘ゆかりの漫画家の一人として、「長谷邦夫展」が開催されていた。

## 人物・エピソード
- 生前に親交のあった竹熊健太郎が、長谷の功績を書き残しているが[10]、アルコール依存になったリバイバルブーム時代以降の作品はすべて長谷が手掛けたとしているのは事実誤認である。吉勝太が具体的な制作工程を説明の上、竹熊の主張を否定している[11]。
- 生真面目な性格で、赤塚不二夫とはノリが異なっており「理屈っぽいよ」とたびたび嫌な顔をされていた。
- フジオプロの給料や印税などは、趣味などの活動にほとんど出て行き、蓄財などは苦手だったという。常に赤塚にくっついて飲食、遊興などにありついているのを、“お呼ばれおじさん”などと揶揄する仲間もあったといわれる[5][6]。
- 薄いハイボールをちびちび飲むのが精一杯といった下戸であり、そういう面でも赤塚が親密にしていた界隈とは一線を画していた。
- 天才バカボンのマガジンからサンデーへの移籍を画策した人物とされているが、講談社の通信講座「講談社フェーマススクール」「マンガコース」の講師をしていた長谷は、赤塚が単独で行なったとしている[5][12]。実行者の一人である武居俊樹は、その著書『赤塚不二夫のことを書いたのだ!!』にて、酒の席での長谷の冗談をヒントに編集長に引き抜き策を提案したと記している。なお、小学館の広瀬徳二第二編集部長からの説得に折れ、移籍を決意したのは赤塚自身である。マガジンの内田勝編集長に、バカボン移籍を申し出に行く際に、赤塚に呼ばれて同席した時の感想を長谷側も書き残している。
- トキワ荘に出入りしていたころに、石森と赤塚が加入する新漫画党に入党希望していたが、漫画少年の入選も少なく、貸本で仕事をしていただけの長谷は基準を満たして無かったという。
- 石森と赤塚と三人で昼飯を食いに銀座の鮨屋に入り、大金を請求されて困ったことがある。後年の『まんが道』にもこのエピソードは描かれていて、長谷の代わりに満賀と才野(藤子不二雄)の二人が一緒にいたことになっていた。
- 『まんが道』における長谷は、石森赤塚が初登場した際に、一緒に挨拶をしていただけの登場にとどまり、『愛…しりそめし頃に…』の最終回に至るまで、二度と出てくることは無かった。もっとも、石森が主宰していた東日本漫画研究会の関連人物は、たとえトキワ荘に居住していたよこたとくおや、後の掲載誌であるビッグコミックの本誌で長年活躍することになる高井研一郎ですら一切登場しない作品ではあるので、その中では優遇されていたことになる。
- 手塚治虫のCOM誌において、トキワ荘の思い出を関連作家がリレー形式で綴る漫画「トキワ荘物語」（1969年10月号～1970年8月号）の企画に際して、通い組としてはつのだじろうのみが選ばれたものの、同誌にて同じ頃に掲載されていた「長谷邦夫パロディ劇場」内において、滝田ゆうの『寺島町奇譚』のパロディでトキワ荘の思い出(主に赤塚不二夫らとの思い出)を綴った「椎名町奇譚」（1969年12月号）を発表した流れから、後に「トキワ荘物語」がアンソロジーとして単行本化された際、本作も併せて収録された。
- 1985年に廣済堂出版より『ニャロメの原子力大研究』と題する東電監修の原発紹介まんがを赤塚不二夫名義で執筆する。科学知識にも明るい長谷としては、原発礼賛まんがにしないという約束で引き受けた仕事だったという。翌年にはチェルノブイリ原発事故が発生した。
- フジオプロ内ではグーグル役を務め、晩年親交のあった竹熊は知性の人と称するなど博識ある人物とされる[13]。
- 名和広の調査よると長谷の赤塚の創作活動への関与は、エッセイのほか、カルチャーコミック20本余り、連載漫画については『元祖天才バカボン』（全4巻）[14]、『しびれのスカタン』（全3巻）[15]の2本のみ[5]。
- 2005年、『赤塚不二夫漫画大全集 DVD-ROM』（2002年発売）に長谷名義の『しびれのスカタン』が収録されていることが発覚。小学館が3000万円の赤字見込みで発売したと聞いた長谷はDVDが欲しいと希望した[16]が、結局少額の印税のみ支払われることになった[17]。
- 日本漫画家協会の近藤日出造会長に、著作権の扱いについての杜撰な意見を述べられたことから、とっくに退会していることをブログで明かした[18]。
- 2018年に長谷が亡くなっていたことについて、元フジオプロのてらしまけいじが思い出をブログにしたためた[19]。

## 主な著書

### 漫画作品
- 爆発五分前 （若木書房、1956年）
- 謀略の街 （若木書房、1957年）
- 人面峠の待伏せ （曙出版、1957年）
- 殺人鬼を逃すな （曙出版、1958年）
- 少年空戦王 （曙出版、1963年）
- 殺人球場 （曙出版、1963年）
- 野球残酷物語 球場は墓だ （曙出版、1964年）
- 野球の鬼  王選手 （曙出版、1962年）
- 忍者1964 （曙出版、1964年）
- 忍法帖1964 （曙出版、1964年）
- 猿飛1964 （曙出版、1964年）
- 霧隠1964 （曙出版、1964年）
- 亡霊1964 （曙出版、1964年）
- 幻術1964 （曙出版、1964年）
- 影武者1964 （曙出版、1964年）
- 鬼神1964 （曙出版、1964年）
- ドラキュラ1964 （曙出版、1964年）
- 零戦1964 （文華書房、1964年）
- しびれのスカタン（赤塚不二夫原作、曙出版、1968年）
- 東海道戦争 （筒井康隆原作、朝日ソノラマ、1969年）
- フジオプロ作品集 ニャゴロー （曙出版、1971年）
- 初恋はポニーテールの娘だった（講談社、1976年）[20]
- あけぼの入門百科  ギャグまんがの描き方 （曙出版、1978年）
- ブラックホール七不思議 （学研、1985年） 監修・堀源一郎  漫画・フジオプロ＋長谷邦夫
- 地球外生命七不思議 （学研、1986年） 監修・堀源一郎 漫画・フジオプロ＋長谷邦夫
- トキワ荘物語　(手塚治虫、藤子不二雄、赤塚不二夫など12人の共著、翠楊社、1978年)
- 赤塚不二夫 天才ニャロメ伝 （マガジンハウス、2005年） ISBN 4838716400
- 南方熊楠 民話・粘菌・密教 （ダイヤモンド社、1992年）
- マンガ世界経済入門 （三笠書房、1990年）
- マンガ天才バカボンパパの最新宇宙論探検 （同文書院、1991年） フジオプロ＋長谷邦夫
- 出口王仁三郎“軍国日本”を震憾させた土俗の超能力者 （ダイヤモンド社、1992年）
- アインシュタイン はじめて宇宙の果てまで見た男 （ダイヤモンド社、1992年）
- フロイト あなたの深層心理にいま一つの光が当たる! （ダイヤモンド社、1992年）
- ノストラダムス 滅亡へのカウントダウンが始まった! （ダイヤモンド社、1992年）
- ニッポンまんが狂時代 （ふゅーじょんぷろだくと、COMIC BOX掲載) ※未単行本化作品、マンガ図書館Zにて電子書籍化
- 伝説 トキワ荘の真実（グループ・ゼロ、2012年）

#### パロディ漫画
- 赤塚ギャグ笑待席「スパイ代作戦」 （『週刊少年ジャンプ』掲載、1969年） 木崎しょう平との共作
- フジオプロ作品集 バカ式 （曙出版、1970年）
- 少年マネジン （実業之日本社、1971年）
- フジオプロ作品集 アホ式 （曙出版、1972年）
- フジオプロ作品集 マヌケ式 （曙出版、1975年）
- フジオプロ作品集 絶対面白全部 （曙出版、1975年）
- パロディ漫画大全 （水声社、2002年） ISBN 4891764678

#### コミカライズ
- ヤング・フランケンシュタイン（月刊少年チャンピオン 1975年10号） - 「劇画ロードショー」枠でメル・ブルックスのコメディ映画を漫画化した。
- 霊長類南へ　（月刊小説マガジン（セルフ出版）　1977年5月創刊号〜10月終刊号）　原作・筒井康隆

#### 漫画原作
- カーマスートラ 全4巻（絵・永井豪、徳間書店、1990年3月〜）

#### アニメ原作
- 究極のSEXYアドベンチャー カーマスートラ(永井豪作画『カーマスートラ』のアニメ化、原作者としてクレジット、東宝ビデオ、1992年)

### 漫画以外の主な著書
- くどきはパフォーマンスだぜ（神玉咲くらぶとの共著） ノラブックス
- 『脳に気持ちいい乱読術』ダイヤモンド社、 ISBN 4478730652
- バカ田大学バカボン研究会編 (共著) 『天才バカ本なのだ!!!―忘れようとしても思いだせないパパの謎』評伝社、 ISBN 4893712454
- 『ギャグにとり憑かれた男―赤塚不二夫とのマンガ格闘記』冒険社、 ISBN 4938913151
- 『漫画の構造学!―マンガ・まんが・漫画・劇画・万画・コミック・ポンチ絵「分析ノート」』 (大学での講義用ノートに基づく漫画学教科書) インデックス出版、ISBN 4901092189
- 『漫画に愛を叫んだ男たち』 清流出版、ISBN 4860290755
- 『1の思想』エムジー、ISBN 4871720705
- 『ニッポン漫画雑誌名鑑』データハウス、ISBN 4887182805
- 『ニッポン漫画家名鑑―漫画家500人のデータブック』データハウス、ISBN 4887181965
- 『ニッポン名作漫画名鑑―名作漫画194本いっき読み!!』データハウス、ISBN 4887182759
- 『マンガ編集者狂笑録』水声社、ISBN 489176676X
- 『マンガ家夢十夜』水声社[21]、ISBN 4891767448
- 『あるマンガ家の自伝 桜三月散歩道』水声社、ISBN 4891768878

### その他
- 「まんがNo.1スペシャルエディション」（ディスクユニオン） CD6曲とマンガ冊子
- 藤子・F・不二雄大全集『オバケのQ太郎』10巻（2011年、小学館）解説

### 赤塚不二夫名義による代筆作品
- 『まんがプロ入門』（1971年、曙出版）
- 『人生破壊学』（1974年、廣済堂） 奥成達との共同執筆
- 『赤塚不二夫の全部切り抜く本』（1975年、主婦と生活社）
- 『赤塚不二夫の天才バカ本』（1977年、徳間書店）
- 『マンガとギャグに強くなる本』（1978年、主婦と生活社）
- 『クイズ&パズル無理難題』（1982年、主婦と生活社）
- 『ニャロメのおかしなおかしな囲碁格言』（1983年、日本棋院） 構成・長谷邦夫  作画・フジオ・プロ
- 『ニャロメのおもしろコンピュータ探検』（1983年、パシフィカ） 構成・長谷邦夫  作画・フジオ・プロ
- 『ニャロメのおもしろ体の不思議探検』（1983年、パシフィカ） 構成・長谷邦夫  作画・フジオ・プロ
- 『ニャロメのおもしろ性教室』（1983年、西武タイム） 構成・長谷邦夫  作画・フジオ・プロ
- 『ニャロメのたのしい囲碁入門』（年、日本棋院） 構成・長谷邦夫  作画・フジオ・プロ
- 『マンガ狂殺人事件』（1984年、作品社）
- 『ニャロメの血液型大研究』（1984年、池田書店） 構成・長谷邦夫  作画・フジオ・プロ
- 『ニャロメのおもしろ将棋入門』（1985年、池田書店） 構成・長谷邦夫  作画・フジオ・プロ
- 『ニャロメの非公式科学万博おたのしみガイドブック』（1985年、学研） 構成・長谷邦夫  作画・フジオ・プロ
- 『ドーシテブックス 宇宙の謎』（1985年、潮出版） 著・堀源一郎  作画・長谷邦夫
- 『ドーシテブックス 心と脳の謎』（1985年、潮出版） 著・斎藤茂太  作画・長谷邦夫
- 『ニャロメの原子力大研究』（1985年、廣済堂） 構成・長谷邦夫  作画・フジオ・プロ
- 『ニャロメのスターウォーズ研究』（1986年、廣済堂）
- 『ニャロメの地震大研究』（1986年、廣済堂）
- 『孫子』（1986年、ダイヤモンド社）
- 『葉隠』（1986年、ダイヤモンド社）
- 『君主論』（1987年、ダイヤモンド社）
- 『菜根譚』（1987年、ダイヤモンド社）
- 『五輪書』（1987年、ダイヤモンド社）
- 『ビジネス風林火山』（1987年、講談社）
- 『ニャロメの異常気象大研究』（1987年、廣済堂）
- 『フジテレビプロジェクト ひらけポンキッキの絵本』「としをとったライオン」「にくをくわえたいぬ」「きたかぜとおひさま」（1988年、扶桑社）
- 『まんが「消費税戦略」入門』（1989年、ダイヤモンド社）
- 『赤塚不二夫の名画座面白館』（1989年、講談社）

### 口述筆記による構成担当作品
- 『シェー!!の自叙伝』 赤塚不二夫 （1966年、華書房）
- 『笑わずに生きるなんて』 赤塚不二夫 （1978年、海竜社）
- 『二人で気分はベッドイン』 赤塚不二夫 （1984年、リイド社）
- 『ラディカル・ギャグ・セッション  挑発する笑いの構造』 赤塚不二夫 （1988年、河出書房新社）

## 関連作品
- 『ぼくらマンガ家 トキワ荘物語』 - トキワ荘に集う漫画家たちを描いたアニメ作品。長谷の声は古谷徹が担当。

- 『空想科学任侠伝　極道忍者　ドス竜』- 監督の永井豪からの依頼で、石川賢や藤子・F・不二雄らと共に、射殺されるエキストラ役で出演。

## 関連人物
- 赤塚不二夫
- 古谷三敏
- 高井研一郎
- 北見けんいち
- とりいかずよし
- 奥成達
- 山下洋輔
- 高信太郎
- タモリ
- 竹熊健太郎